# Gyllene salen
Gyllene salen är en påkostad 44 meter lång bankettsal en trappa upp i Stockholms stadshus, som fått sitt namn efter dess väggutsmyckningar i guldmosaik utförda efter skisser av konstnären Einar Forseth, efter en idé från stadshusarkitekten Ragnar Östberg. Salen är känd som lokal för dansen efter Nobelbanketten i stadshusets Blå hallen.
| Norra fondväggen med "Mälardrottningen" (till vänster) och Södra fondväggen med Stockholmsmotiv. |  | Norra fondväggen med "Mälardrottningen" (till vänster) och Södra fondväggen med Stockholmsmotiv. |
| Norra fondväggen med "Mälardrottningen" (till vänster) och Södra fondväggen med Stockholmsmotiv. |  |                                                                                                  |

## Förhistoria

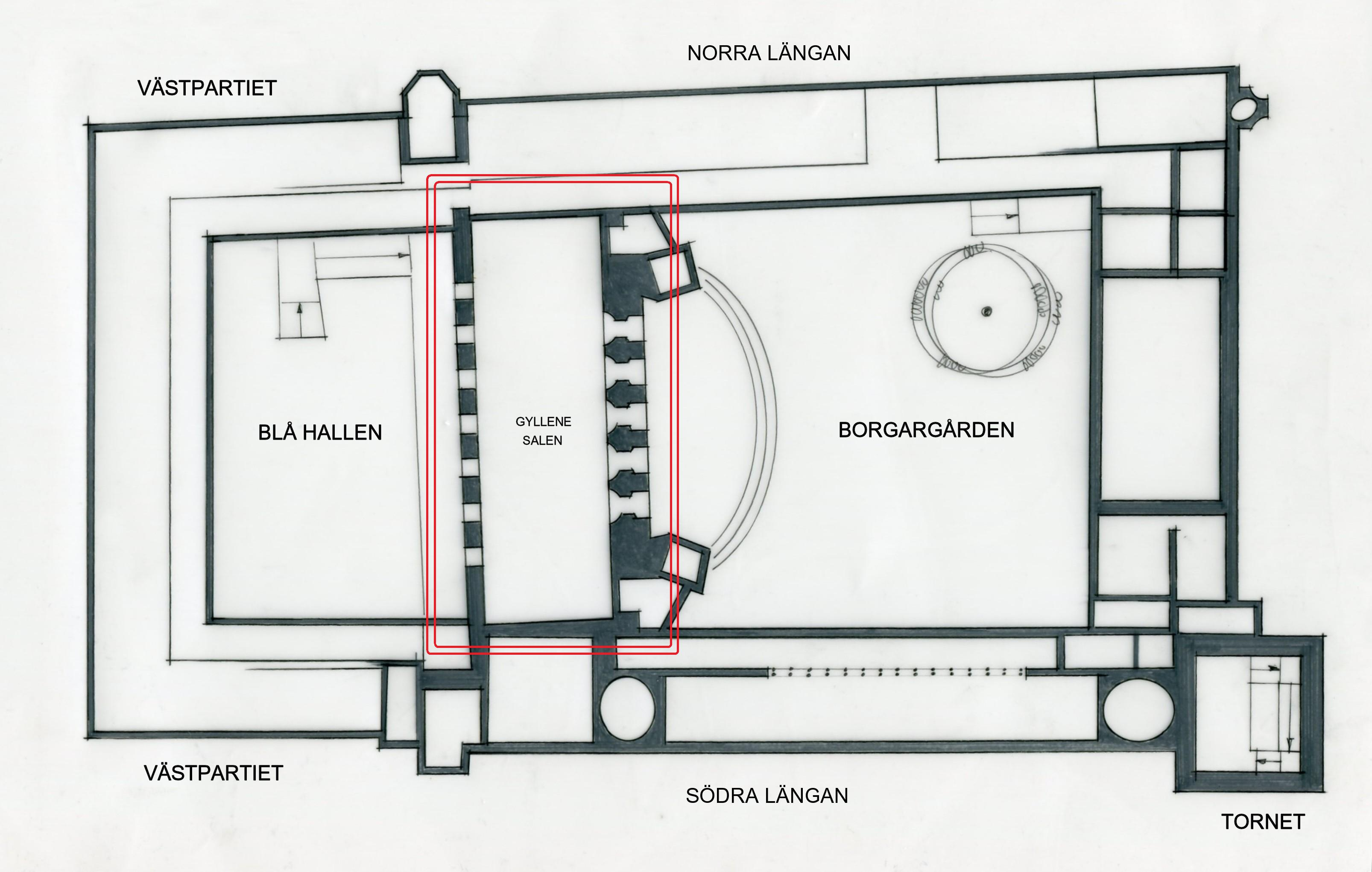
Orienteringsplan.

En festsal i mellanbyggnaden beställdes redan 1908 av stadsfullmäktige i byggprogrammet för stadshuset och namnet “Gyllene salen“ präglades 1909. Men i en tid av knapphet väckte tanken att klä en hel sal i guld ont blod.
Byggnadsmaterialet och gestaltning av ytskikt blev därför en central fråga för Ragnar Östberg. Till en början var salen inte alls gyllene utan tänkt som ett stenrum i finhuggen, delvis polerad, granit med medeltida karaktär.
Genom en frikostig donation av en privatperson som ville vara anonym kunde slutligen Gyllene salen utformas så som vi ser den idag. Donationsskisserna utfördes av Ernst Spolén och den anonyme givaren var Josef Sachs, grundare och direktör för Nordiska Kompaniet. Donationen belöpte sig på 300 000 kronor (knappt 8 miljoner kronor i 2010 års penningvärde) och utbetaldes mellan 1917 och 1919.

## Väggutsmyckningar
Salens väggar täcks helt av en mosaik som sattes ihop åren 1921–1923 av den välrenommerade tyska mosaikfirman Puhl & Wagner i Berlin. Firman fick uppdraget i mars 1921 och kontraktssumman blev 285 000 kronor som senare kom att stiga med 60 000 kronor. Salens väggar gestaltades efter den då bara 28-årige konstnären Einar Forseths skisser efter en idé av Ragnar Östberg.  Forseth fick uppdraget av Östberg i februari 1921. Mosaiken visar allegoriska händelser och personer ur Sveriges historia i bysantinskt inspirerad, och av samtiden ansedd som ultramodern stil. 

### Mosaikens montage

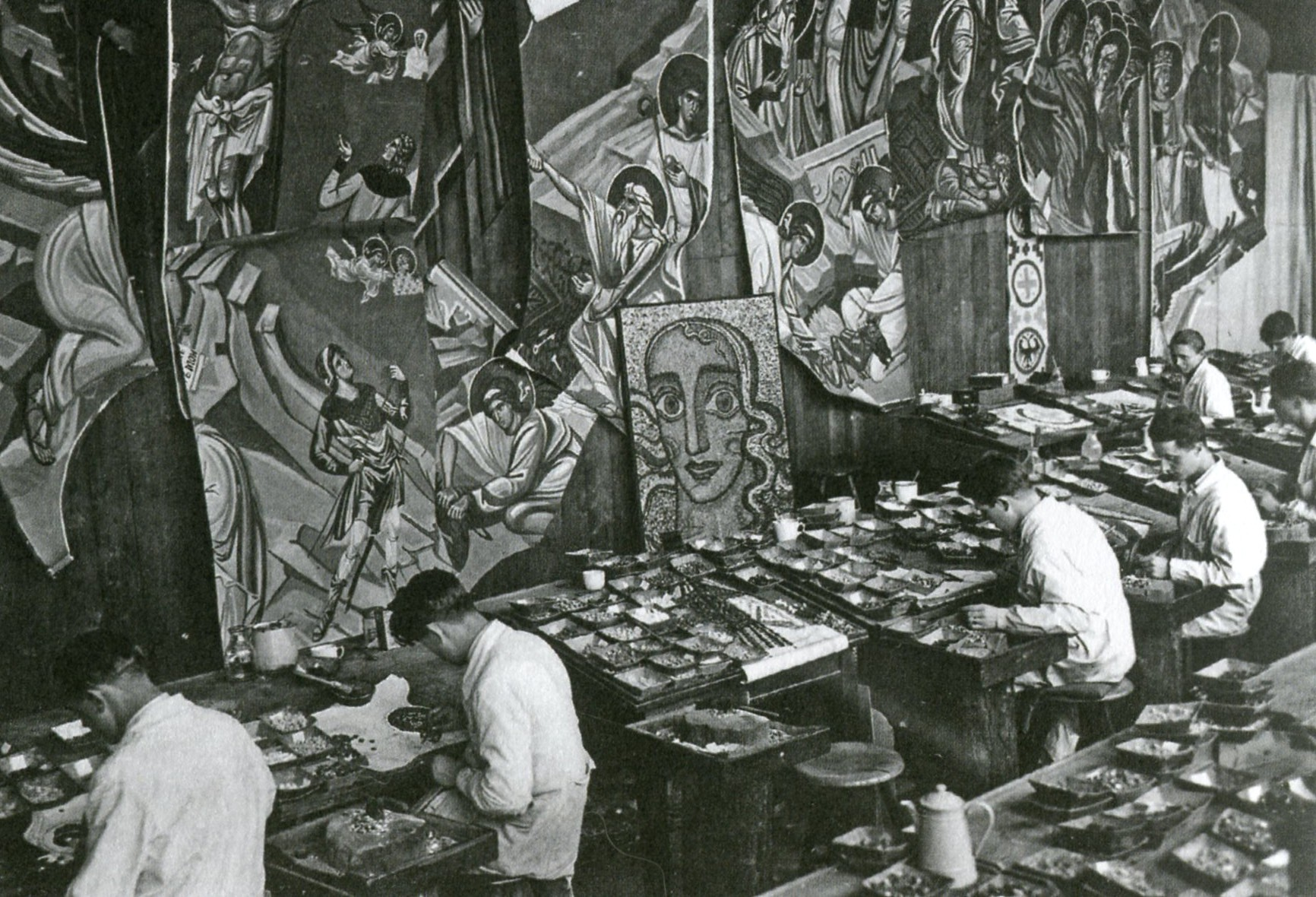
Sättarsalen hos Puhl & Wagner med huvudet för Mälardrottningen.

Att tillämpa den direkta sättmetoden, alltså att på plats montera mosaikstenarna i väggarnas puts var extremt kostsamt och tidskrävande, därför användes den indirekta metoden för Gyllene salens väggar. Den innebar att på en kartong med ett utsnitt av motivet klistrades mosaikbitarna med sin framsida mot kartongen, som blev till en spegelvänd bild. Detta arbete utfördes i sättarateljén hos Puhl & Wagner i Berlin. Sedan transporterades mosaikkartongerna till byggarbetsplatsen i Stockholm, där de trycktes in i den mjuka väggputsen med pappen utåt. Därefter tvättades papplagret bort och mosaik-delbilden framträdde rättvänd. Montaget på platsen utfördes av svenska arbetare tillsammans med några specialister från Tyskland. Einar Forseth levererade sina kartonger med förseningar och det fanns en del tvivel om konstnären skulle kunna klara av den gigantiska uppgiften. Drygt 18,6 miljoner mosaikbitar av färgat glas och totalt 11 kilo 23,5 karats bladguld användes. Guldets värde motsvarade år 2009 cirka 2,8 miljoner kronor.

### Fondvägg med Mälardrottningen
En praktfull framställning av Mälardrottningen, symbolen för Stockholm, upptar hela norra fondväggen och utgör rummets centralmotiv. I sina händer håller hon spiran och kronan, och i hennes sköte syns Stockholms stadshus, Stockholms slott, Stockholms rådhus och Storkyrkan. Vid hennes högra sida avbildades moderna stadsmotiv från New York och Paris och på den vänstra sidan exotiska motiv från orienten; motiv som symboliserar Stockholm "hyllad av Österland och Västerland".

### Fondvägg med Stockholmsmotiv
På södra fondväggen syns olika motiv från Stockholm. Till vänster om porten illustreras bland annat Stockholms hamn, Katarinahissen och Riddarholmskyrkan. Till höger om porten har själva Stadshuset blivit avbildat. Läktaren över porten kröns av en illustration visande gamla Slottet Tre kronor och däröver finns på en häst ridande Sankt Erik med osynligt huvud. Det var inte meningen, men mosaiken blev högre än beräknad för man glömde bort att ta hänsyn till väggens höga golvsockel. Därför befinner sig Sankt Eriks huvud ovanför taket. En anpassning av mosaiken hade blivit för tidskrävande och för kostsam.

### Bildgalleri

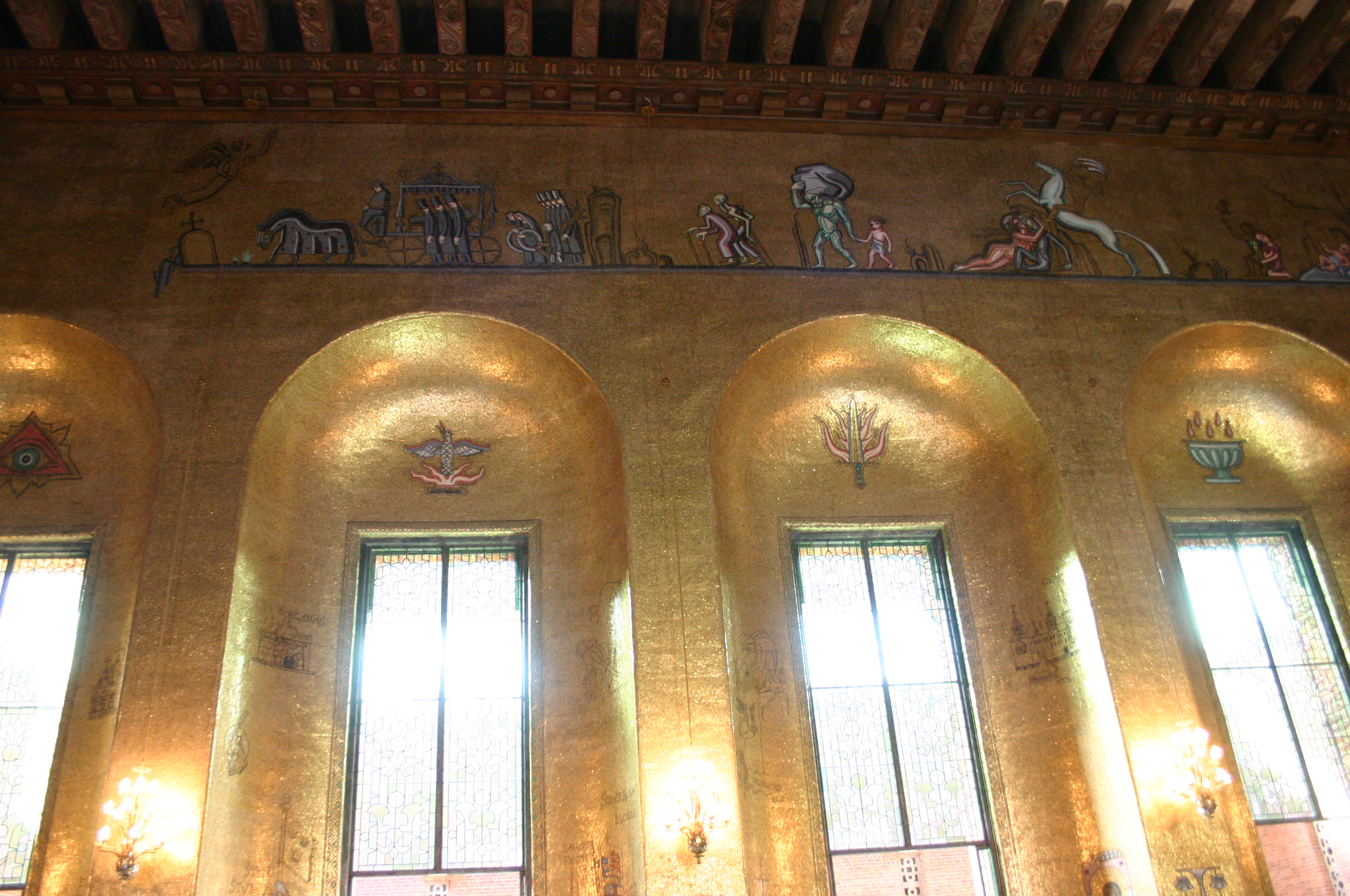
Långvägg mot Borgargården
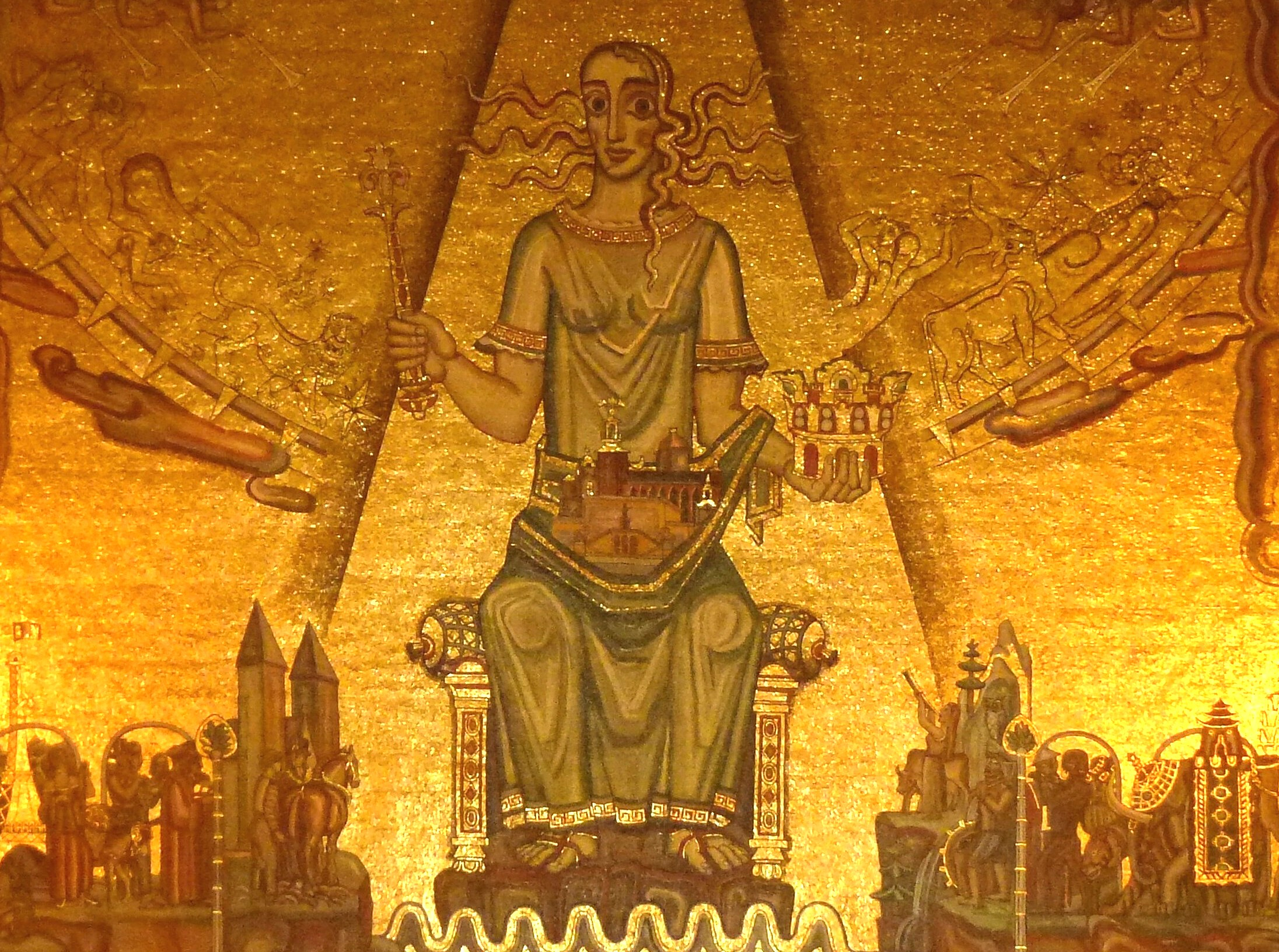
"Mälardrottningen"
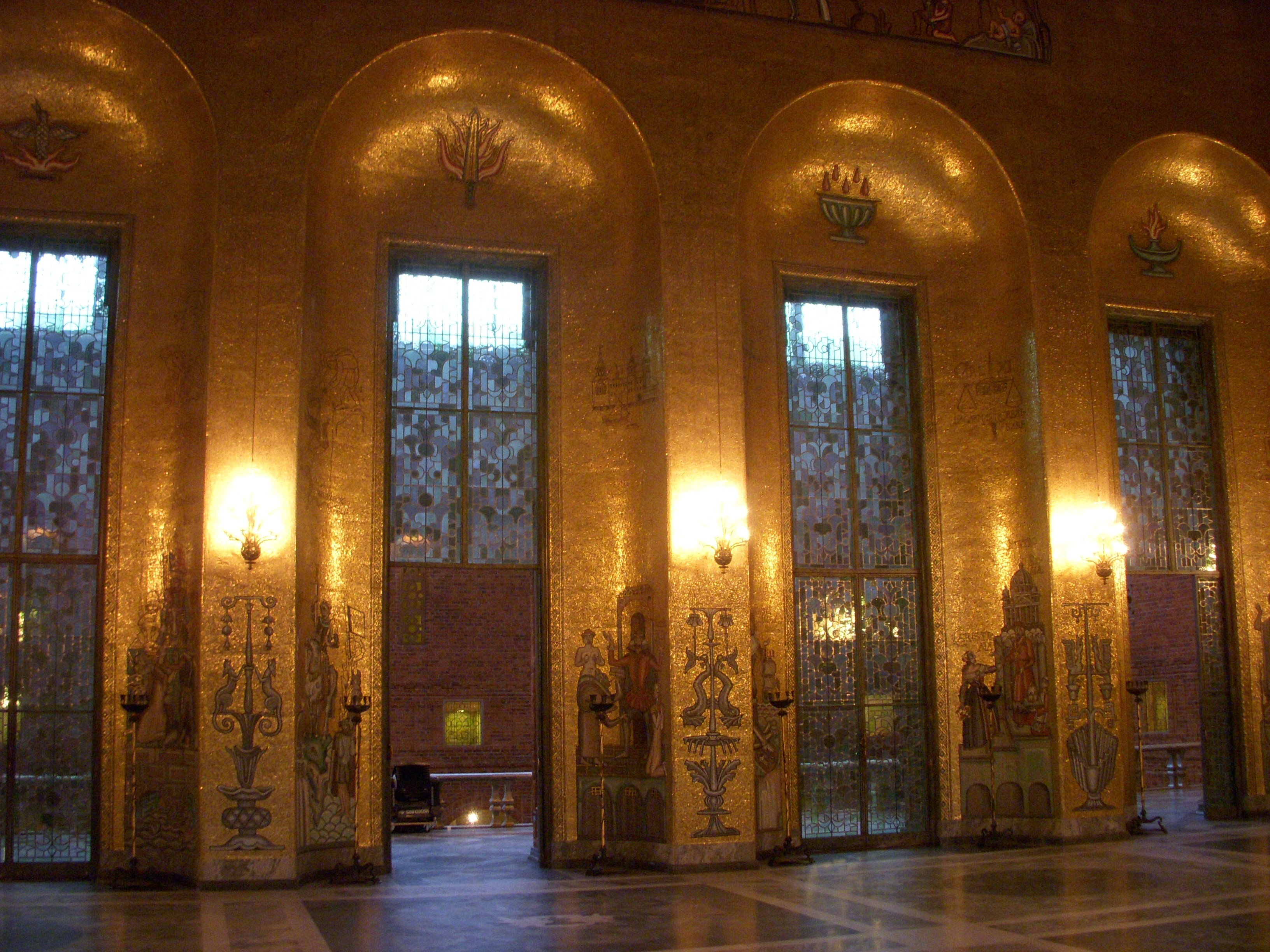
Långvägg mot Blå hallen
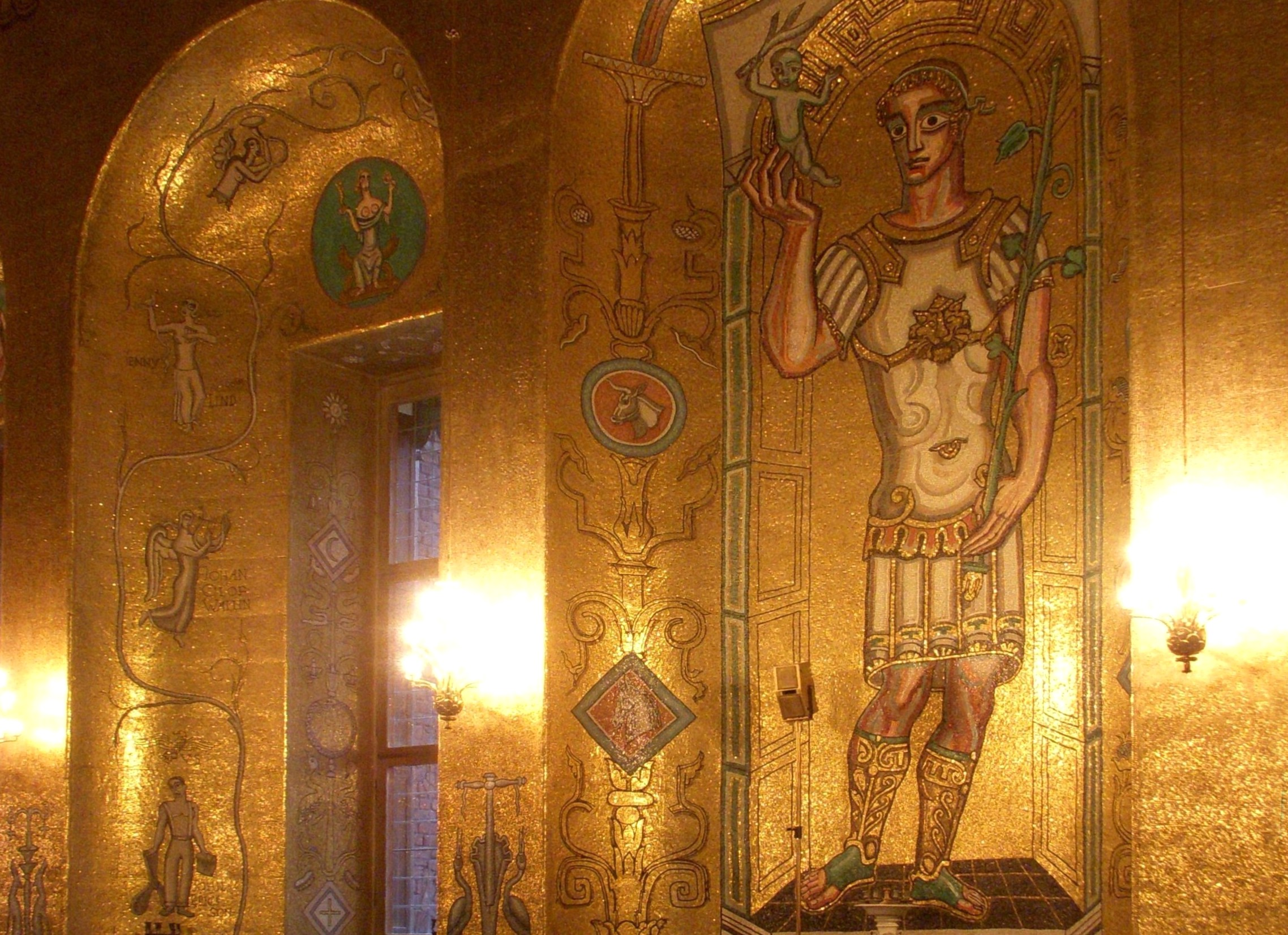
Figuren "Framtiden"
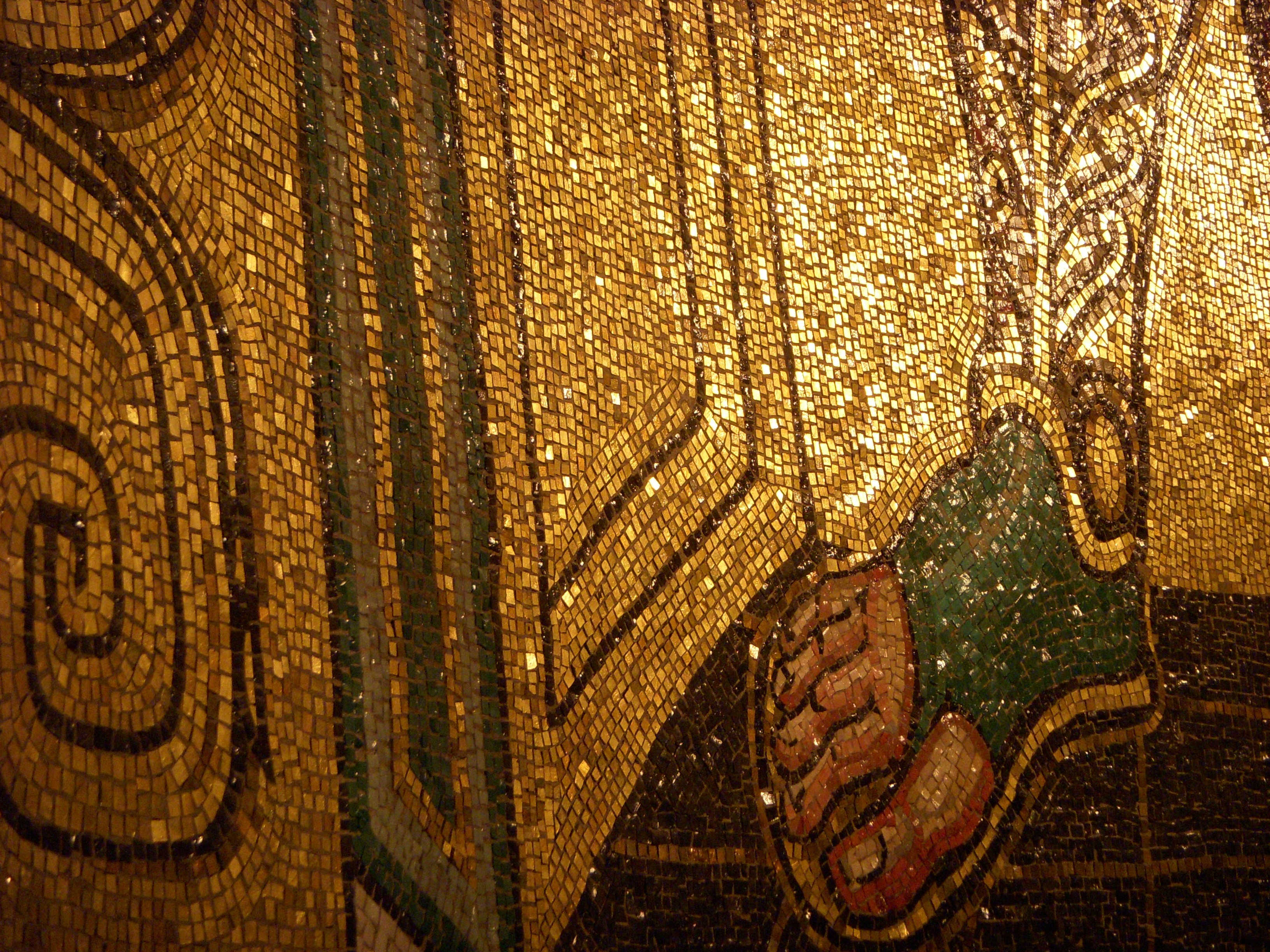
Detalj, "Framtidens" fot
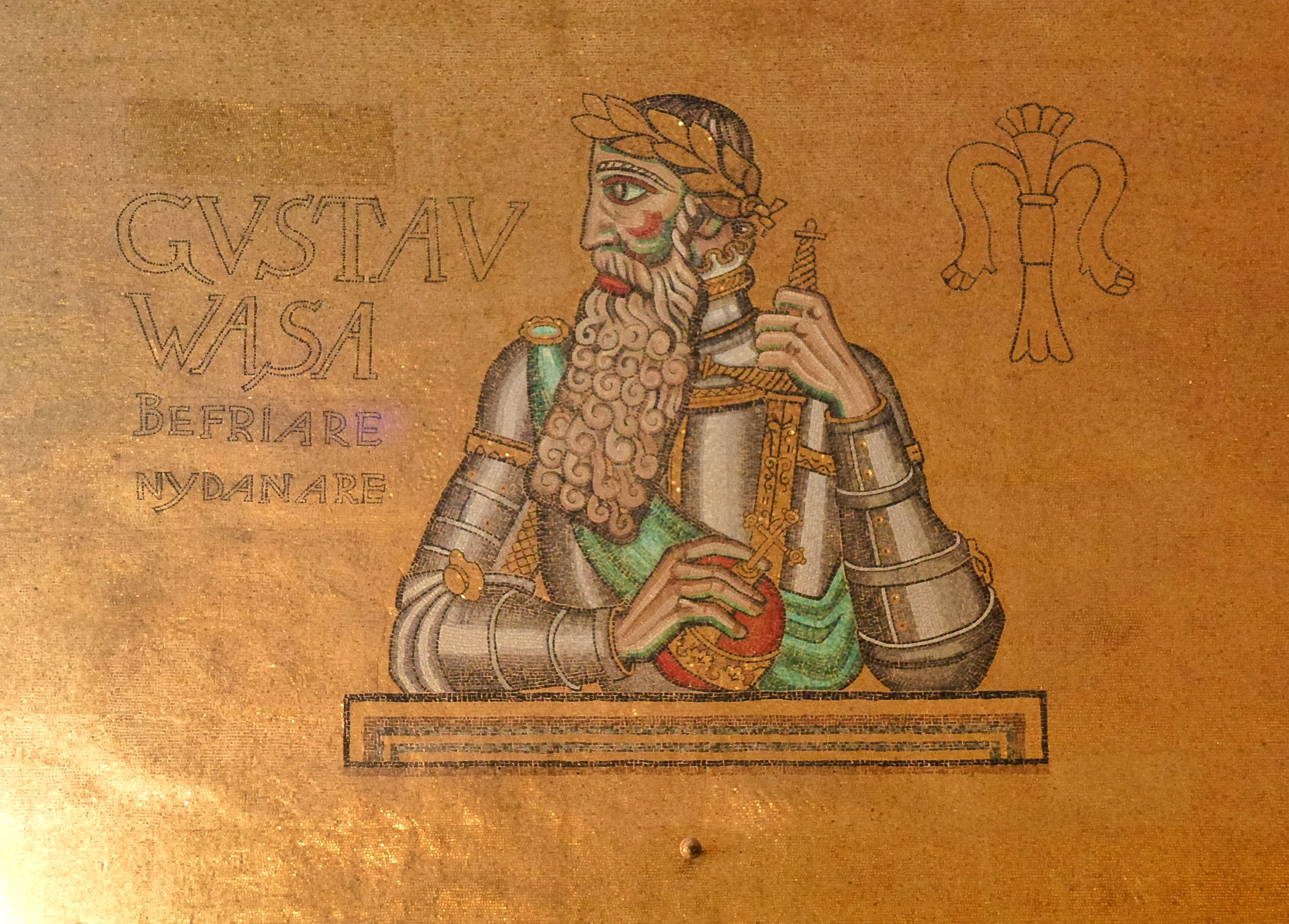
"Gustav Vasa"
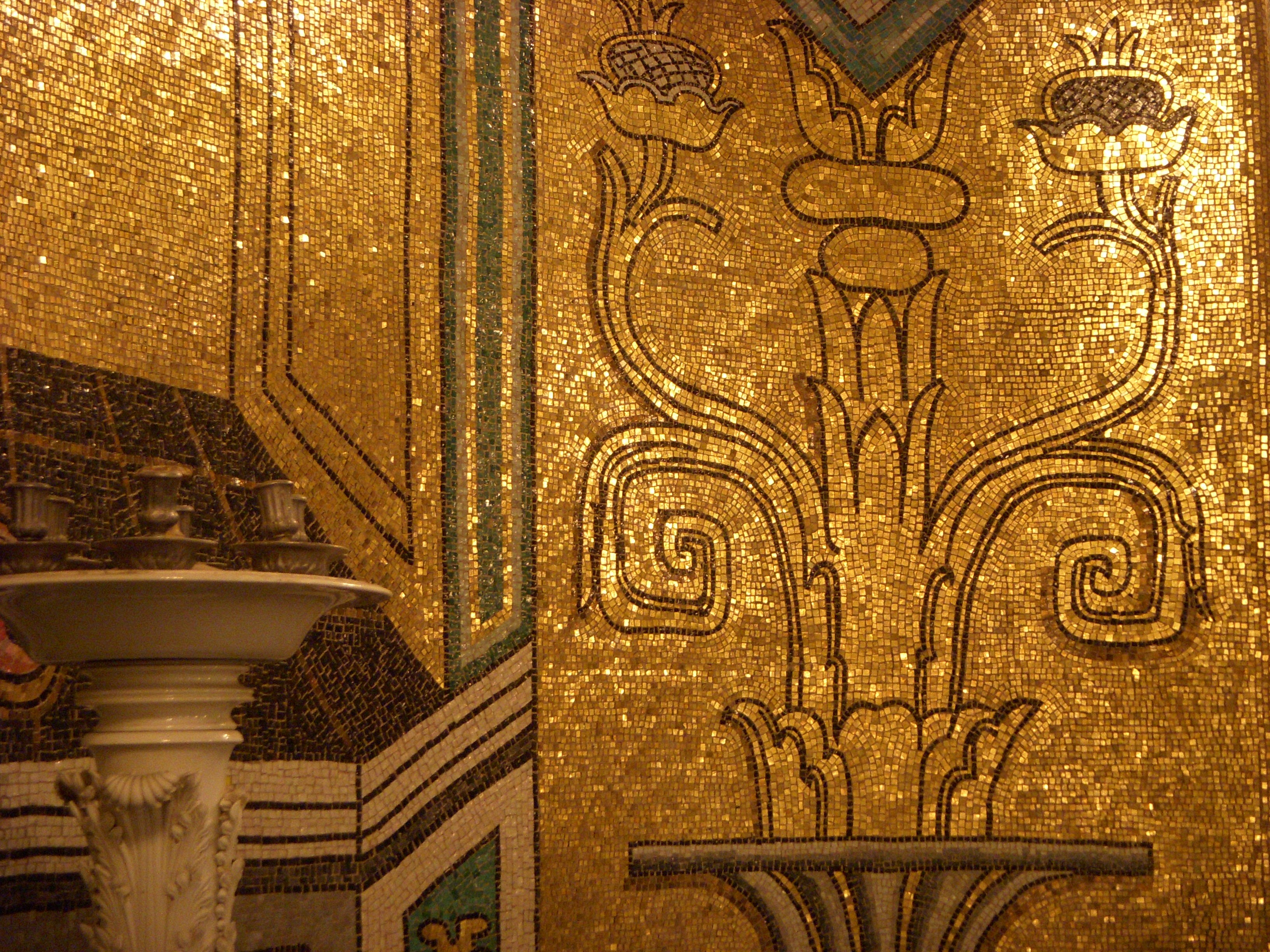
Detalj
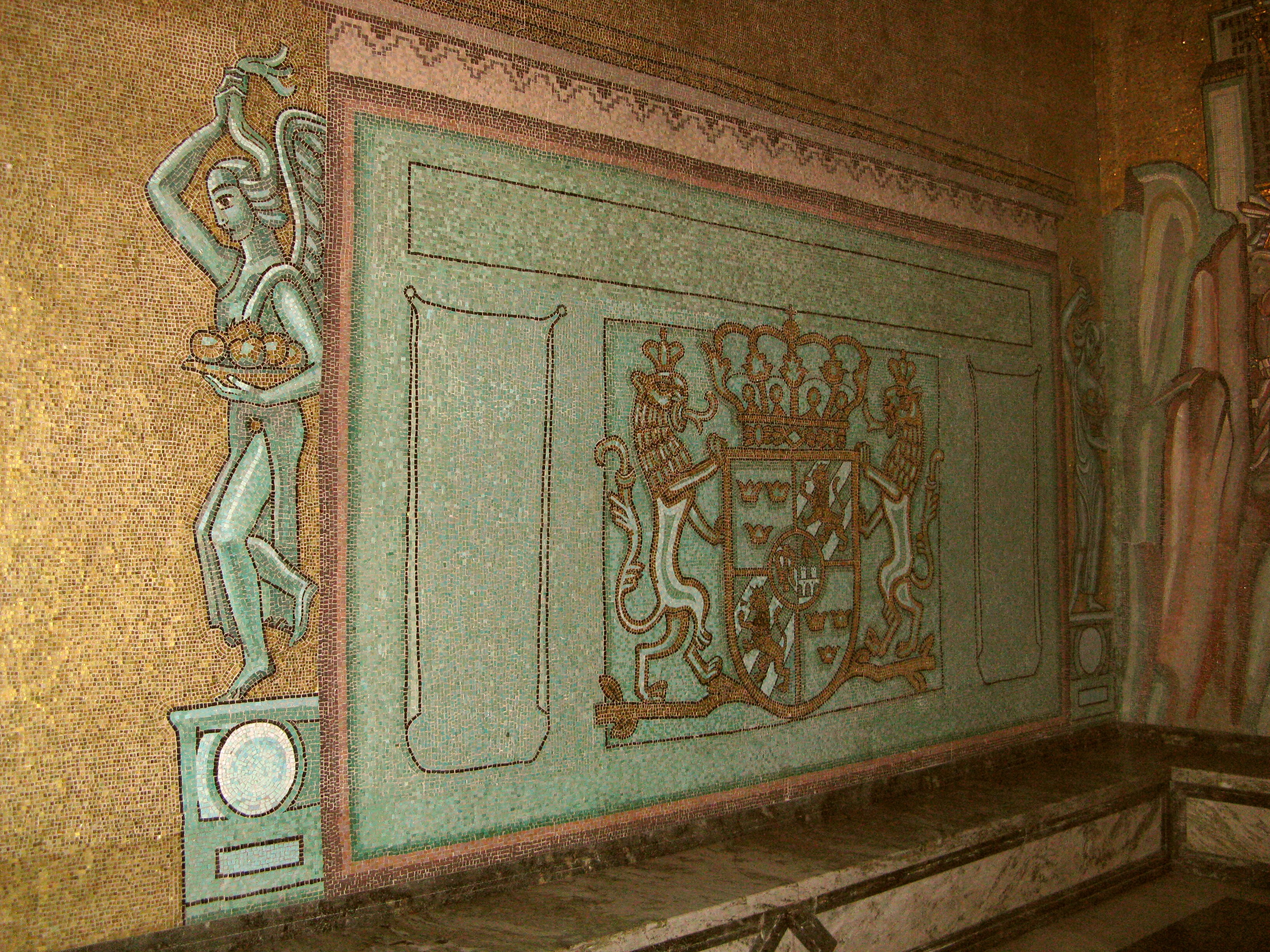
Detalj

## Övrig rumsgestaltning
I långväggen mot öst finns fem höga valv med fönster som släpper in dagsljus via Borgargården. I motsatta sidan tillåter sju liknande valv passage ut mot Blå hallens altan. Huvudingången sker via en stor kopparport från Salen Tre kronor. I väggen mot Borgargården anordnades även tillgång till Norra och Södra koppartornen. Här kan fullt dukade bord hissas upp och ner.
Gyllene salens tak var ursprungligen tänkt som ett kassettak som senare ändrades till nuvarande utseende med tätt liggande takbjälkar och dekorativ målning mellan dem. Takbjälkarna är av betong och klädda med träpanel. Salens golv består av mönsterland marmor, där Mälarstädernas stadsvapen är inlagda. Stockholm är representerat av fyra olika vapen, ett i varje hörn av salen.

## Parodisk avbildning

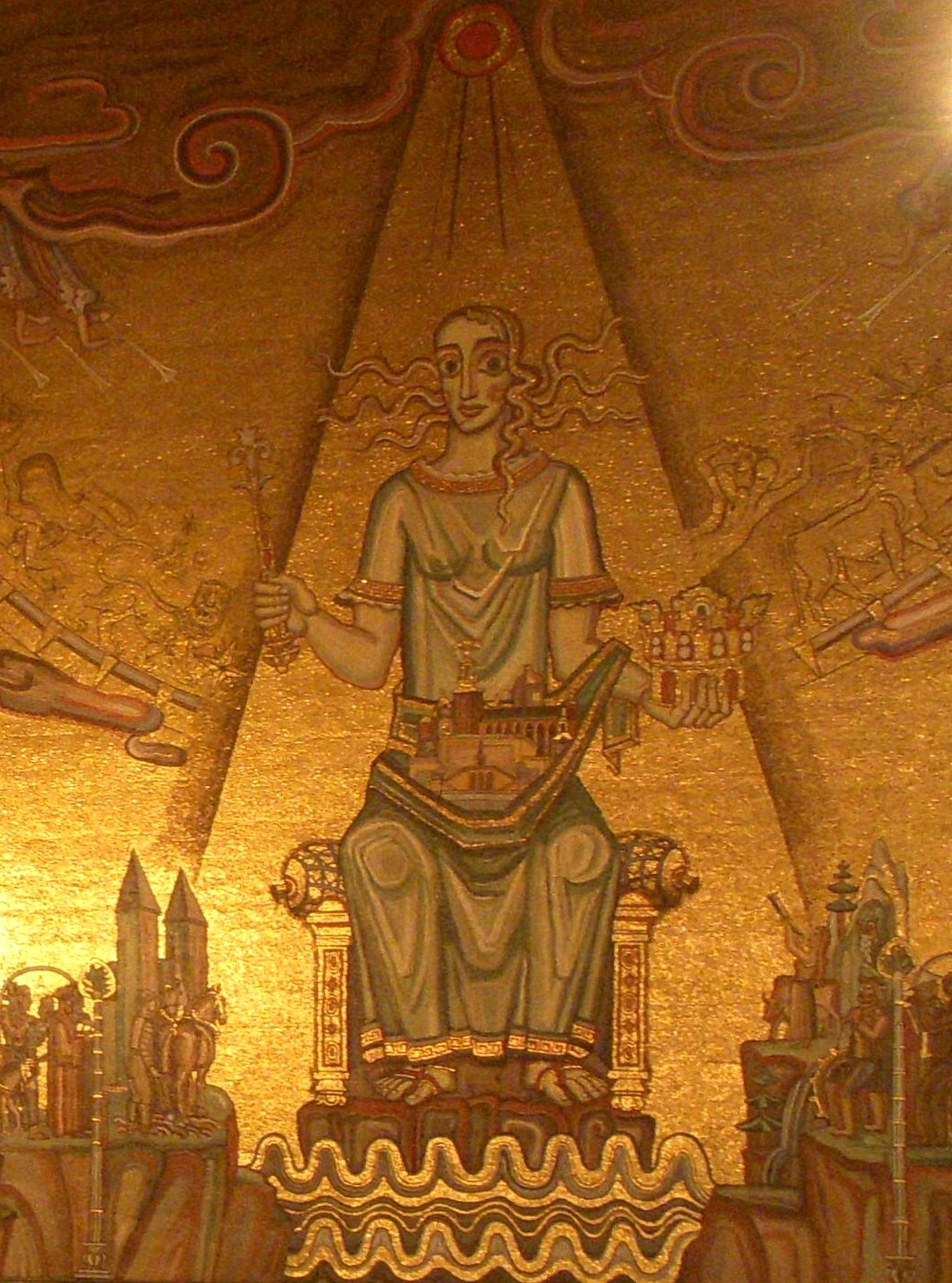
Originalmotivet, Mälardrottningen

En parodisk avbildning av Gyllene salens Mälardrottningen i det dåvarande borgarrådet Yngve Larssons gestalt utfördes som en hyllning till dennes 50-årsdag 1931, som en del av ett förslag som syftade till att byta ut Mälardrottningen som motiv salens norra fondvägg till borgarrådet själv.
Målningen tros ha utförts av Tage William-Olsson, och lät tryckas som bilaga till ett "Utlåtande i anledning av förslag till ändring av mosaikmålningen å Gyllene salens norra vägg", utgivet som ett onumrerat bihang i Stadskollegiets utlåtanden och memorial. Dokumentet undertecknades av kollegor från 1930 års trafikkommitté; däribland Gösta Lundborg, William-Olsson och Erik Karlsson. Förslaget kom inte att genomföras.